# Ol Doinyo Lengai
Az Ol Doinyo Lengai a Föld egyetlen karbonatitos (nátrium-karbonátos lávát ontó) vulkánja.

## Földrajzi helyzete
Észak-Tanzánia Arusha régiójában magasodik a Kelet-afrikai árok keleti ágának nyugati peremén. Az „Isten hegye” név arra utal, hogy a maszáj vallás szerint itt székel Enkai, a legfelső, teremtő isten. A vulkán meredek oldalairól lefolyó víz a csúcsától mintegy 9 km-re található Nátron-tóban gyűlik össze.

## Felfedezése
Az európai kutatók közül először Gustav A. Fischer geográfus pillantotta meg 1893-ban. Megfigyelte a csúcsról felszálló füstöt és feljegyezte a helyi lakosok beszámolóit a vulkán oldalán lefolyó „tűzcsóvákról” és a hegy belsejéből hallható dübörgésről. A hegy „csúcsára”, tehát az északi kráter peremére elsőként Oskar Neumann német biológus próbált feljutni 1894-ben, de az emelkedő túl meredeknek bizonyult számára, és a kráterperem alatt pár száz méterrel vissza kellett fordulnia. Feljutnia először Fritz Jägernek sikerült 1904. szeptember 4-én, és ő le is fényképezte a kráter páratlan belsejét. Az első magyar mászók a Magyar Tudományos Afrika Expedíció résztvevői voltak 1988-ban.

## Működése
Működése többé-kevésbé folyamatos, de szakaszos. A periodikusan (körülbelül harminc évenként) ismétlődő robbanásos kitörések viszonylag kevés szilíciumot, vasat és magnéziumot, viszont sok alkáli fémet (főleg nátriumot) tartalmazó, de azért alapvetően szilikátos láva nefelinit, illetve fonolit anyagú törmelékeit (a piroklasztikumot) terítik szét, a robbanások közötti időszakban pedig alapvetően nátrium-karbonátból álló, úgynevezett karbonatit-láva ömlik vagy csordogál, illetve a felszabaduló gáztartalom miatt fröcsög a kráterből, rendszerint vékony erekben. A karbonatitos láva a vízhez hasonlóan hígfolyós, de sötétbarna és ránézésre olajos állagúnak tűnik. Mindkét típusú lávában különösen sok a ritkaföldfém.
Ezek a lávafolyások messze nem olyan melegek, mint a szilikátos lávák; hőmérsékletük alig 500°C. Mivel pedig kicsik, gyorsan lehűlnek és megszilárdulnak. A kihűlt, kristályosodó láva az olvadéknál jóval világosabb, fehéres árnyalatú.
A lávák gáztartalma az óceánközepi hátságok láváiban megszokottal gyakorlatilag azonos összetételű.

## Felépítése
Szerkezete a rétegvulkánokra általában jellemző: a piroklasztikum rétegeire lávafolyások rétegződnek, majd ezekre települ a következő réteg vulkáni tufa. Ennek eredményeként lejtői a pajzsvulkánokon megszokottaknál jóval meredekebbek.
A vulkán csúcsán nyíló két kürtő közül jelenleg az északi aktív.
Mivel a nátrium-karbonát vízoldható, a vulkán külső lejtőire hulló csapadékvíz folyamatosan korrodálja a hegyet, amelynek lábánál közel telített oldatként folyik a Nátron-tóba, és alakítja ki annak egyedi tulajdonságait. A kráterbe hulló, majd onnan elpárolgó esővíz rendkívül változatos oldási-kicsapódási formákat hoz létre annak belsejében.

## Képek

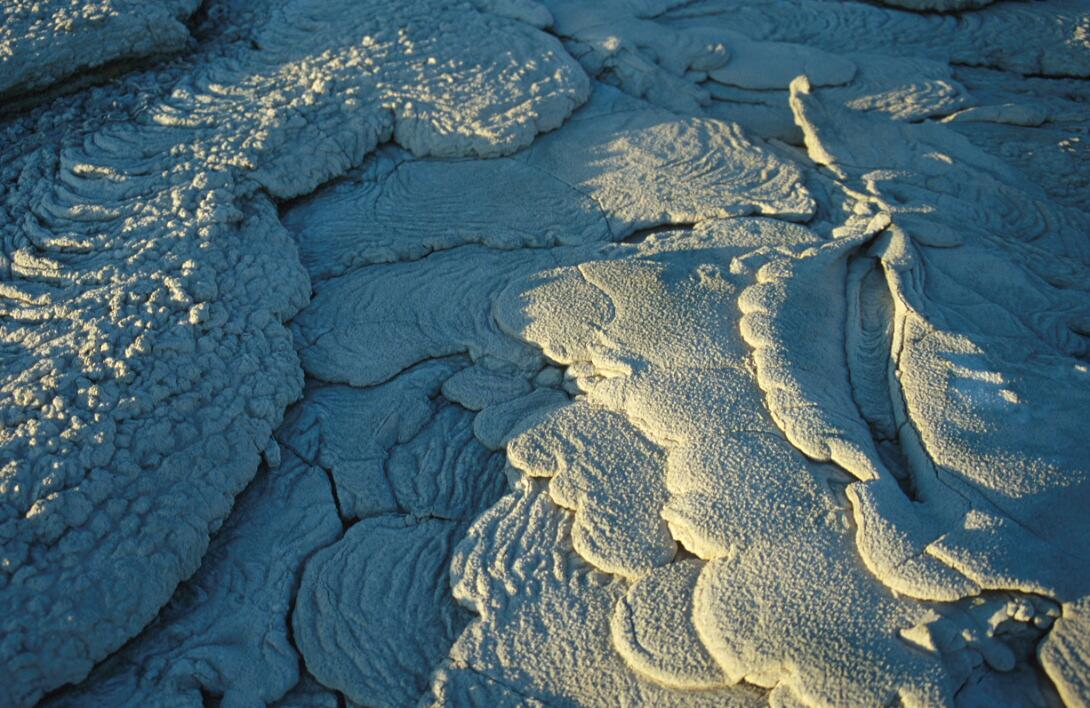
Megszilárdult láva a kráterben (2001. augusztus)
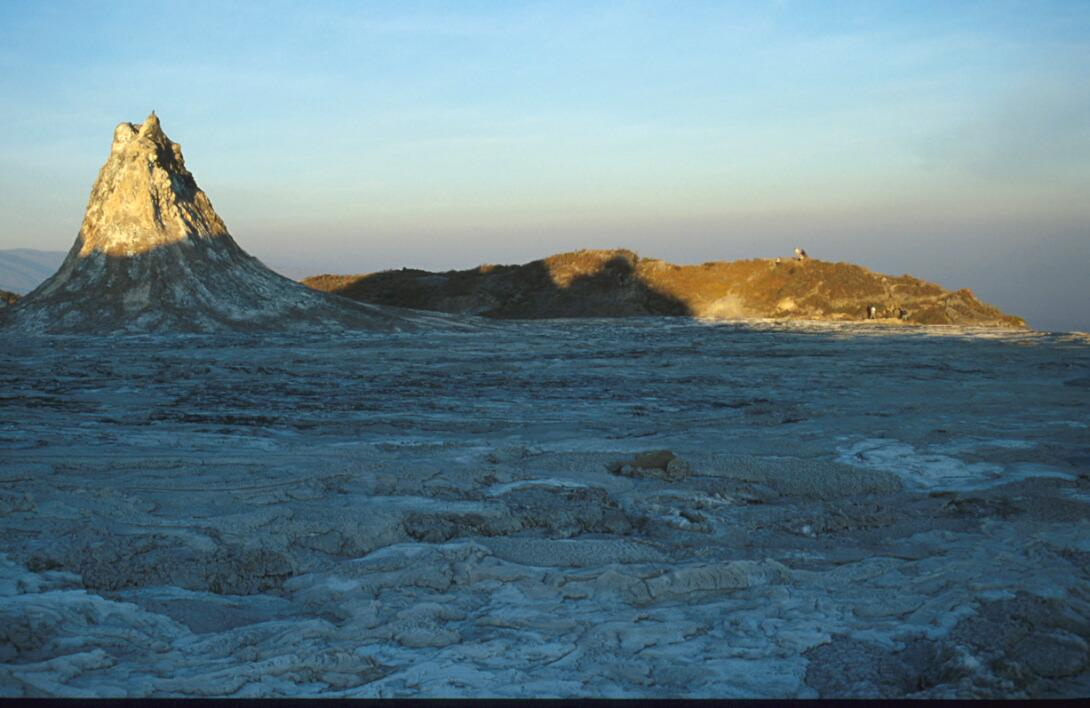
„Hornito” a kráterben (2001. augusztus)
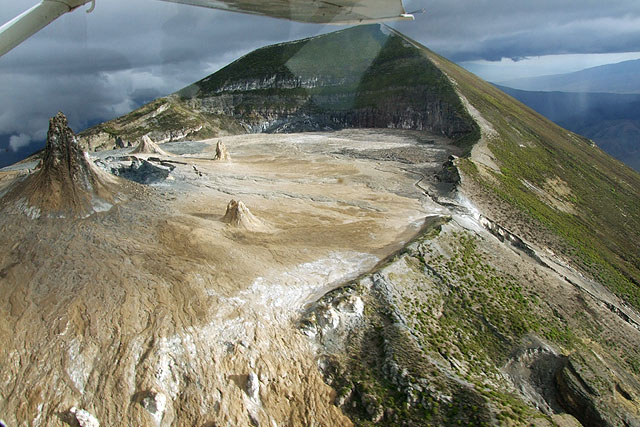
Kilátás a kráterre a 2007-es kitörés előtt
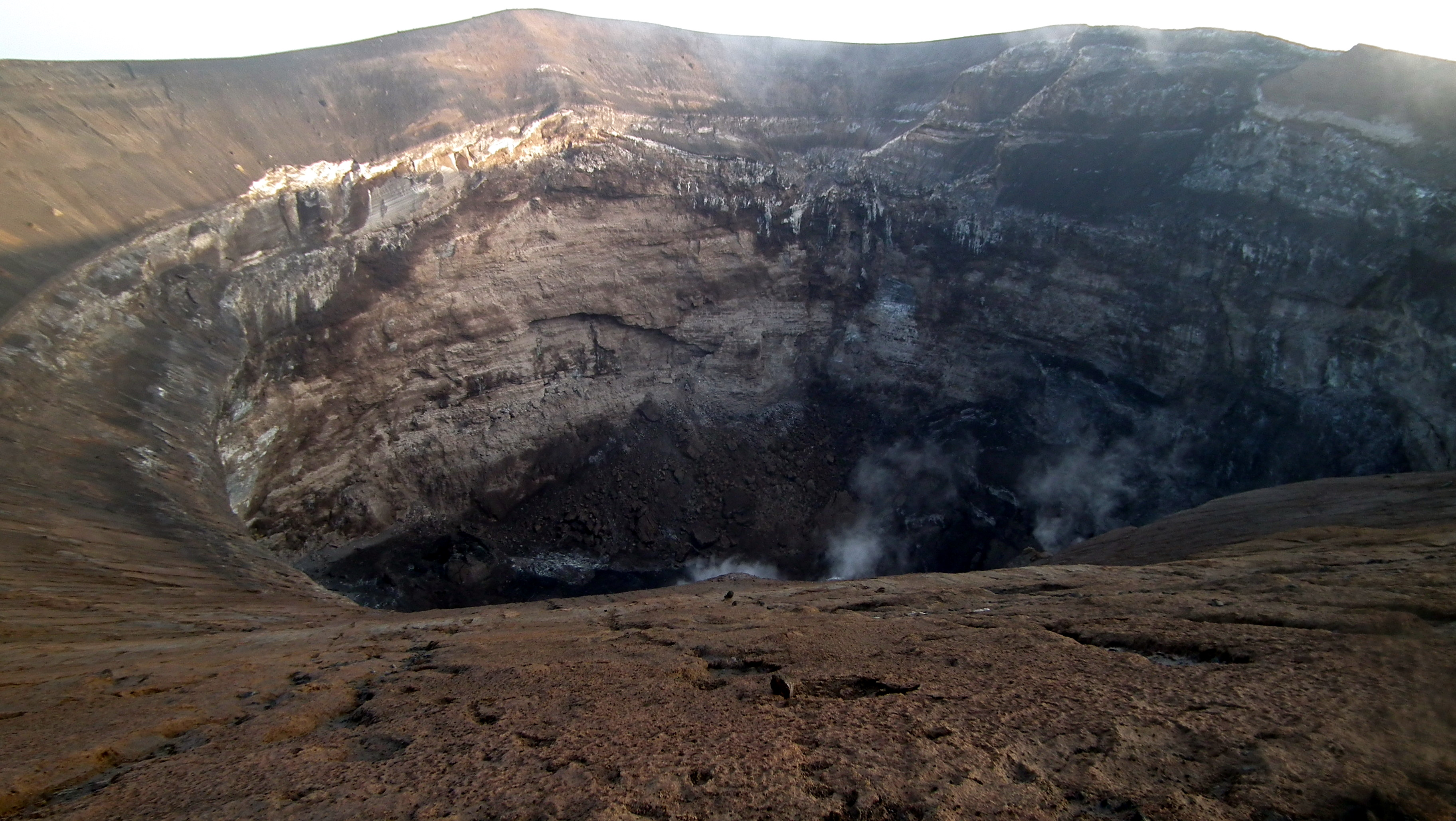
Az új kráterbe nézve (2011. január)
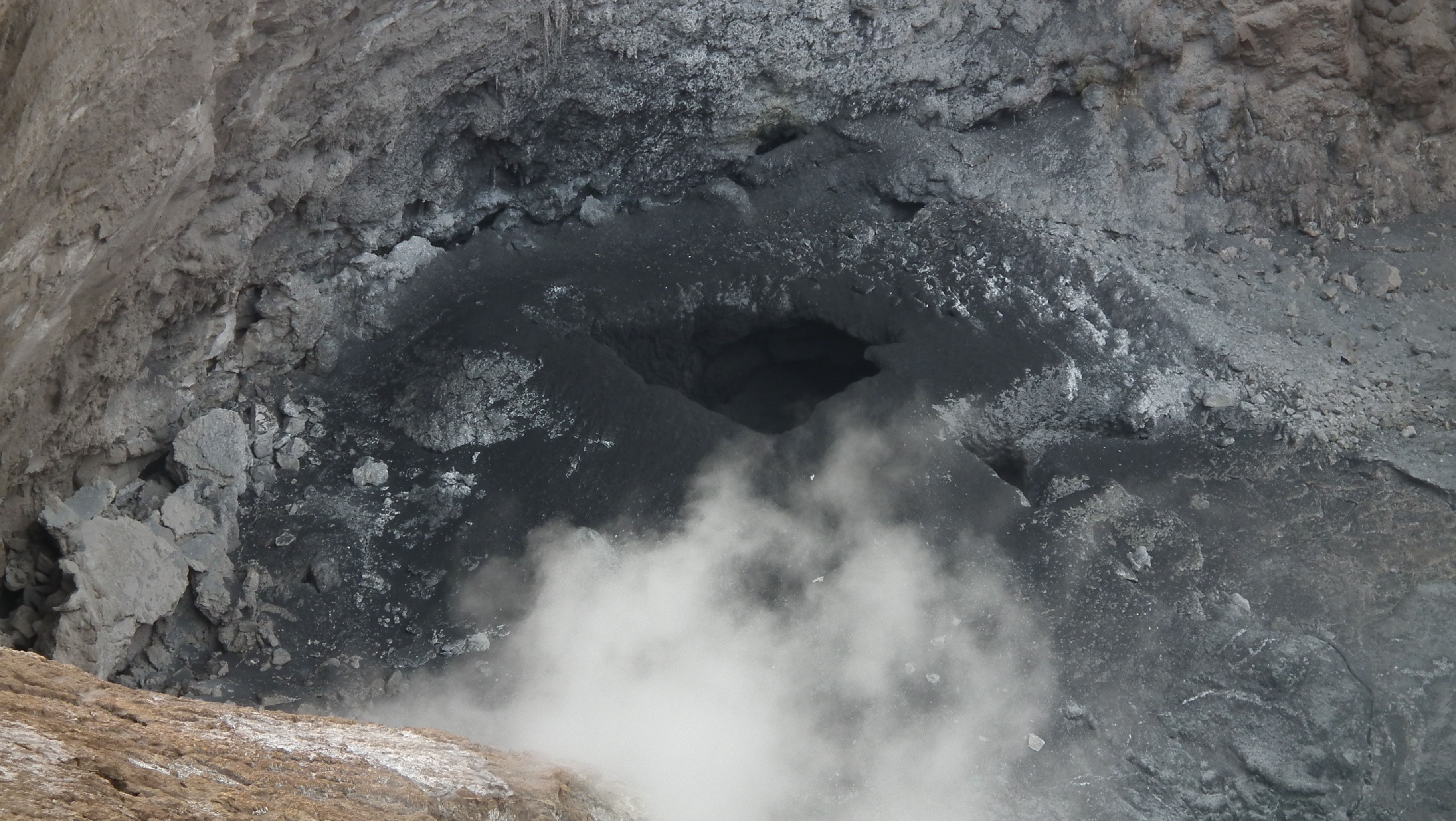
Láva kilökése a kráterben (2011. január)